# Dla wszystkich ten sam ogień
Dla wszystkich ten sam ogień (hiszp. Todos los fuegos el fuego) to zbiór opowiadań argentyńskiego pisarza Julia Cortázara opublikowany w 1966 roku. W Polsce wydany został po raz pierwszy w 1969 roku w przekładzie Zofii Chądzyńskiej.
W opowiadaniach widoczny jest nurt realistyczny, ale obecny jest tam również charakterystyczny dla późniejszej twórczości Cortázara realizm magiczny. Przejawia się on poprzez swobodny przepływ między elementami realistycznymi i fantastycznymi, sprawiając że te ostatnie stają się naturalną częścią rzeczywistości. W niektórych opowiadaniach zaobserwować można również paralelizm historii oraz dualizm postaci.

## Opowiadania
Zbiór składa się z ośmiu opowiadań:

### Południowa autostrada (hiszp. La autopista del sur)
Uwięzieni w korku na autostradzie z Paryża do Marsylii ludzie zaczynają grupować się i tworzyć między sobą jednostki organizacyjne. Wkrótce korek ten swoją strukturą zaczyna przypominać społeczeństwa żyjące w niewielkich miastach. Główny bohater i równocześnie narrator opowiadania zakochuje się w “dziewczynie z Dauphine”, która wkrótce zachodzi z nim w ciążę. Bohaterowie obiecują sobie zacząć wspólne życie, jednak korek zaczyna się rozluźniać. Samochody powoli ruszają do przodu. Wraz z końcem korka wszyscy jego uczestnicy zapominają o tym, co się wydarzyło i wracają do swoich dawnych żyć.
Jednym z centralnych tematów Południowej autostrady jest czas. Opowiadanie zawiera refleksję na temat ograniczeń czasu jako punktu odniesienia do opisywania wydarzeń. Umiejscowienie konkretnych wydarzeń z opowiadania w czasie stanowi wyzwanie zarówno dla czytelnika, jak i dla samych bohaterów. Spowodowane jest to głównie tym, że całość relacjonowana jest w formie nieuporządkowanych wspomnień. Sprzyja to pojawieniu się elementów fantastycznych w opowiadaniu, pozwala przyporządkować je do nurtu realizmu magicznego. Jak podczas konferencji na Uniwersytecie Kalifornijskim w Berkeley zauważył sam Cortázar, w opowiadaniu nie ma bezpośrednich odniesień do ilości czasu, który upływa, ale na podstawie kolejnych wydarzeń łatwo dojść do wniosku, że czas akcji to wiele miesięcy. Według niego, należy w związku z tym zaakceptować element fantastyczny, ponieważ nie jest możliwe, aby taki korek na wjeździe do francuskiej stolicy pozostał bez interwencji ze strony rządu. Innym istotnym elementem opowiadania jest również bezimienność postaci - narrator odnosi się do nich poprzez pojazdy, w których się znajdują. Ten brak indywidualności i opisów konkretnych bohaterów nadaje opowiadaniu uniwersalny wydźwięk. Każdy mógłby znaleźć się w tej sytuacji. Pokazuje to, jak bardzo wyobcowani i anonimowi są ludzie żyjący w miastach oraz że potrzeba sytuacji niemal nadprzyrodzonej, aby skłonić ich do porzucenia tej anonimowości i dania szansy stworzenia więzi z nieznajomymi.

### Zdrowie chorych (hiszp. La salud de los enfermos)
Kiedy umiera Alejandro, pozostali członkowie jego rodziny opracowują plan, który ma na celu ukrycie jego śmierci przed jego matką. Robią to z obawy, jaki wpływ mogłaby mieć ta wiadomość na jej kruche zdrowie. Aby utrzymać ją w niewiedzy, zaczynają poprzez fałszywą korespondencję tworzyć fikcyjną historię jego życia. Tuż przed śmiercią matka daje do zrozumienia reszcie rodziny, że jest świadoma tego, co przed nią ukrywali. Oni jednak są tak głęboko posunięci w swoich kłamstwach, że w finale opowiadania zastanawiają się, w jaki sposób powiadomią o śmierci matki Alejandra.
W Zdrowiu chorych Cortázar zgłębia tematykę relacji rodzinnych oraz różnicę między byciem zdrowym a cieszeniem się dobrym zdrowiem. Bazując na kłamstwach i manipulacjach członkowie rodziny budują wokół chorowitej matki fikcyjną rzeczywistość, oddalając ją tym samym od prawdy, która w ich mniemaniu mogłaby jej zaszkodzić. Równocześnie sami nieświadomie zaczynają oddalać się od rzeczywistości. Tym samym paradoksalny tytuł opowiadania staje się jednym z jego tematów, którym jest relatywizm bycia zdrowym. W finale opowiadania umierająca matka daje do zrozumienia, że zdaje sobie sprawę z tego, że otaczająca ją rzeczywistość jest fikcją. W tym momencie wydaje się nie być jedyną chorą czy oddaloną od rzeczywistości osobą w swojej rodzinie.

### Połączenie (hiszp. Reunión)
Akcja opowiadania rozgrywa się najprawdopodobniej podczas Rewolucji kubańskiej. Opowiada historię grupy żołnierzy, która po zejściu na ląd na jednej z wysp rozpada się. Przemoczeni i ranni żołnierze przedzierają się przez nieprzyjazne tereny. Główny bohater i zarazem narrator opowiadania dodatkowo zmaga się z problemami z oddychaniem w związku z astmą. Razem ze swymi towarzyszami spekuluje na temat sytuacji reszty grupy, która podzieliła się na trzy części. Bohater zaczyna mieć halucynacje, w których widzi swoje życie z dala od wojny. Kiedy wreszcie jego grupa jednoczy się z resztą formacji, w tym również z przyjacielem narratora, Luisem, czeka ich konfrontacja z wrogiem. Udaje im się jednak uciec. Narrator wraz z Luisem rozpoczynają rozmowy o przyszłości, o sposobach organizacji społeczeństwa po rewolucji oraz o sensie wojny, w której uczestniczą.
W twórczości Cortázara często pojawia się motyw podróży. W Połączeniu zaobserwować można ten motyw pod dwiema postaciami: fizyczna przeprawa żołnierzy przez wyspę oraz mentalna podróż, która skłania ich do porzucenia wygodnego, miejskiego życia na rzecz walki w celu osiągnięcia zmiany społecznej. Według krytyka Jaime Alazraki, Połączenie jest hołdem dla Rewolucji kubańskiej. Umiejscawia opowiadanie w procesie dojrzewania twórczości Cortázara, który stopniowo łączy wyobraźnię z polityką, i uważa, że w tym opowiadaniu można się zderzyć z rzeczywistością latynoamerykańską oraz aktywną postawą polityczną autora.

### Siostra Cora (hiszp. La Señorita Cora)
Narracja w opowiadaniu jest wyjątkowa - to monolog wewnętrzny przepływający swobodnie od bohatera do bohatera. Główny bohater, Pablo, to młody chłopak przebywający w szpitalu z zapaleniem wyrostka robaczkowego. Jest zauroczony jedną z opiekujących się nim pielęgniarek o imieniu Cora. Uczucie to rośnie wraz z każdą kolejną ich interakcją, ale towarzyszy mu również wstyd, związany ze stanem chłopca. Wreszcie Pablo zostaje poddany operacji, ale jego stan się nie poprawia. Początkowo traktująca go z lekkim lekceważeniem Cora zaczyna okazywać mu coraz więcej czułości podczas opieki. Chłopiec próbuje zachować samodzielność, starając się tym samym pokazać dziewczynie, że nie jest już dzieckiem. Jego stan wciąż się jednak pogarsza i wkrótce umierający chłopiec wśród swych majaków nie jest w stanie odróżnić Cory od swojej matki.
Siostra Cora obrazuje proces przejścia Pabla z dzieciństwa w następny etap, które następuje poprzez jego zauroczenie młodą pielęgniarką. Zmienna narracja umożliwia czytelnikowi zaobserwowanie, jak młodzieńcze zakochanie bohatera pogłębia się wraz z każdym gestem Cory, które dla niej z kolei pozbawione są ładunku emocjonalnego. Ten eksperymentalny sposób prowadzenia narracji pozwala bardzo wnikliwie zgłębić myśli i pragnienia konkretnych postaci oraz poznać różne interpretacje tych samych zdarzeń.

### Wyspa w południe (hiszp. La isla a mediodía)
Marini, włoski steward, podczas lotu zauważa w oddali czarującą grecką wysepkę, pełną plaż i wzgórz, znajdującą się na Morzu Egejskim. Z czasem bohater zaczyna zaniedbywać swoją pracę, pochłonięty patrzeniem na wysepkę. Zauważa, że dostrzec ją można równo w południe. Poprzez żmudne dochodzenie ustala, że wyspa nosi nazwę Xiros i znajduje się z dala od popularnych kierunków turystycznych. Obsesja Mariniego związana z wyspą narasta. Bohater zaczyna fantazjować o kąpielach u wybrzeży wyspy, wspinaniu się na jej drzewach i łowieniu w jej wodach. Wreszcie nadchodzi czas jego urlopu, więc Marini bierze łódź i po kilku dniach podróży dociera na wyspę. Nawiązuje kontakt z mieszkańcami, spaceruje, pływa w morzu. Czuje się szczęśliwy i wie, że chce zostać tam na zawsze. Wspina się na wzgórze i zaczyna zastanawiać, jak zabić dawnego siebie, swoją sfrustrowaną i zapracowaną wersję. W tym momencie dostrzega samolot, w którym pracował. Maszyna ulega awarii i wpada do morza. Marini zbiega ze wzgórza i dostrzega w morzu mężczyznę wzywającego pomocy. Pomaga mu dotrzeć na brzeg i wówczas dostrzega wielką ranę na jego gardle. W międzyczasie na miejsce zdarzenia docierają miejscowi rybacy i widzą jedynie rannego mężczyznę. Zastanawiają się jak udało mu się dotrzeć do brzegu z taką raną. Na plaży znajdują się tylko oni razem ze zwłokami.
Podczas wykładów z literatury, których udzielał na Uniwersytecie Kalifornijskim w Berkeley, Cortázar komentował fakt, że większość krytyków za element fantastyczny opowiadania uznała rozciągnięcie czasu. Te sekundy, które wystarczają, aby samolot uległ katastrofie, dla Mariniego rozciągnęły się w dni, podczas których byłby w stanie spełnić swoją obsesję o dotarciu na wyspę i w ten sposób umrzeć jako spełniony człowiek. Autor uznał tę interpretację za jak najbardziej możliwą, ale daleką od swojej własnej. Jego zamysłem jest rozdwojenie linii czasu, co powoduje również rozdwojenie postaci Mariniego. Jego stara wersja kontynuuje swoje życie uwięzionego w rutynie stewarda, podczas gdy jego nowa wersja porzuca to wszystko, aby spełnić swoje największe pragnienie. W ten sposób na świecie znajdują się dwie wersje Mariniego, żyjące w bardzo odmienny sposób. W finale opowiadania, kiedy samolot wpada do morza, Marini wyciąga na brzeg samego siebie.

### Instrukcje dla Johna Howella (hiszp. Instrucciones para John Howell)
Rice, główny bohater i narrator opowiadania, ogląda spektakl w londyńskim teatrze. Po pierwszym akcie jest znudzony i uznaje sztukę za mierną. Podczas przerwy nieznany mu mężczyzna prosi go, aby podążył za nim za kulisy. Tam oznajmia mu, że w następnym akcie zagra Johna Howella, męża Evy, która zdradza go z Michaelem. Rice nie rozumie co się dzieje, mówi, że nie jest aktorem. Jego rozmówca przytakuje mu mówiąc, że owszem, nie jest aktorem, tylko Johnem Howellem i ma robić na scenie, co chce. Wreszcie zostaje wypchnięty na scenę, a kurtyna idzie w górę. Rice próbuje się oddalić, jednak Eva wyciąga do niego rękę i rozpoczyna się drugi akt. Wkrótce Eva zbliża się do niego i szeptem mówi, żeby nie pozwolił, aby ją zabito. Podczas kolejnej przerwy Rice otrzymuje instrukcje odnośnie trzeciego aktu. Postanawia pójść im na przekór, a pozostali aktorzy starają się sprowadzić go na właściwy tor. On jednak zastanawia się w jaki sposób może pomóc Evie, która ponownie dyskretnie poprosiła go, by nie opuszczał jej do końca. Przez swoje zachowanie zostaje wyrzucony z teatru, jednak wraca, aby dalej oglądać spektakl. Jako Howella zastępuje go aktor, który grał go w pierwszym akcie. Pochłonięty myślami o prośbach o pomoc ze strony Evy, zaczyna uciekać z teatru. Zauważa, że ktoś za nim podąża i zadaje sobie pytanie, na które nie umie odpowiedzieć: dlaczego uciekam? Wciąż myśli o Evie i o tym, jak jej nie pomógł. Odkrywa, że ścigającą go osobą jest Howell. Zaczynają biec razem i Howell pyta go, dlaczego zawsze dzieje się to samo. Mówi mu, że nie może tak żyć, zawsze uciekać, nie wiedząc dlaczego.
W Instrukcjach dla Johna Howella Cortázar eksploruje temat dualizmu, związany z wystawianiem sztuki w teatrze. Rice i John Howell pełnią w opowiadaniu funkcję dublerów, ale rola Rice w sztuce przekracza zwykłe obowiązki aktora. Dlatego też kluczowy jest moment, w którym zdezorientowany Rice mówi, że nie jest aktorem, na co otrzymuje odpowiedź, że to prawda, nie jest aktorem - jest Howellem. Granice między tymi dwiema tożsamościami zacierają się, tworząc tym samym swoistą grę między fikcją i rzeczywistością. Ta gra nabiera nowych kształtów, kiedy Rice spotyka się z inną osobą odgrywającą rolę Howella. Dzieli z nim frustrację związaną z niemożnością uratowania Evy i przymusem ucieczki. Rice pyta go dlaczego uciekają, ale Howell nie potrafi odpowiedzieć. Przedstawienie wydaje się tym samym ciągłe i pozbawione sensu.

### Dla wszystkich ten sam ogień (hiszp. Todos los fuegos el fuego)
W opowiadaniu noszącym ten sam tytuł, co cały zbiór, autor relacjonuje symultanicznie dwie historie. Irene, żona rzymskiego prokonsula, jest zakochana w gladiatorze o imieniu Marco. Jej mąż, chcąc ją upokorzyć, organizuje walkę Marco, którą ogląda razem z żoną. Ona stara się nie pokazywać swoich emocji, pomimo cierpienia, które czuje patrząc jak Marco zostaje trafiony przez przeciwnika. On z kolei przed opadnięciem z sił daje radę zranić swojego oponenta. W loży prokonsula widzowie komentują rzadkość przypadków, w których obaj gladiatorzy giną podczas walki. Irene pragnie jak najprędzej opuścić arenę.
Druga płaszczyzna czasoprzestrzenna opowiadania to Paryż XX wieku. Przeplatając się z historią Irene, w opowiadaniu pojawia się Roland Renoir. Rozmawia przez telefon z Jeanne, która mówi mu, że Sonia właśnie wyszła. Ich rozmowa zmierza w złym kierunku, staje się jasne, że Jeanne jest świadoma zdrady Rolanda z Sonią. W międzyczasie wspomniane zostają tabletki, które Jeanne ma w pobliżu. Wreszcie zdenerwowana Jeanne łyka tabletki, popełniając tym samym samobójstwo. Do domu nieświadomego tego co zaszło Rolanda przybywa Sonia, bohater mówi jej, że popełniła błąd, mówiąc o wszystkim Jeanne. Para kładzie się do łóżka. Roland wyjmuje zasypiającej Soni papierosa z ust, sam powoli zapada w sen, nie ugasiwszy do końca swoich papierosów. Mieszkanie powoli zajmuje się ogniem. Symultanicznie na rzymskiej arenie rozpoczyna się pożar. W obie przestrzenie wkracza dym, a bohaterowie giną otoczeni płomieniami.
Obie płaszczyzny czasoprzestrzenne opowiadania zawierają podobieństwa, którymi są trójkąty miłosne, kończące się śmiercią wszystkich w nich uwikłanych bohaterów. Zarówno małżeństwo Irene i prokonsula z czasów imperium rzymskiego, jak i związek Jeanne i Rolanda z Paryża XX wieku znajdują się w poważnym kryzysie i cierpią z powodu problemów związanych z komunikacją i samotnością. Zestawienie czasu i przestrzeni obu historii wprowadza do opowiadania element fantastyczny; obie historie analizowane indywidualnie mogłyby zostać uznane za realistyczne. Mimo że dzieli je ogromna ilość czasu, łączące je podobieństwa mają na celu pokazać, że zdrada i zemsta czy też ludzkie uczucia, takie jak zazdrość, mają charakter uniwersalny i ponadczasowy.

### Inne niebo (hiszp. El otro cielo)
Główny bohater i narrator opowiada, jak potrafi przenosić się z jednego miejsca do drugiego. Wyraża znudzenie swoim życiem i tęsknotę za powrotem do ulubionej dzielnicy i spotkaniem z paryską prostytutką Josiane, z którą łączyła go emocjonalna więź. Ubolewa, że jego narzeczona Irma nie rozumie jego chęci błądzenia nocą po centrum Buenos Aires. Opowiada o swoim pierwszym spotkaniu z Josiane i o tym, jak jakiś czas później dowiedział się, że w tych czasach zachowywała ona szczególną ostrożność ze względu na niejakiego Laurenta, zabójcę kobiet. Kontynuuje opowieść przechodząc do spotkania w barze, podczas którego dostrzegają mężczyznę, wysokiego i lekko zgarbionego, i zastanawiają się czy może on być tym zabójcą. Wkrótce później drogi bohatera i Josiane rozchodzą się na jakiś czas. On chce znów się z nią spotkać, ale poświęca się Irmie, tak, żeby ona nie podejrzewała, że tak naprawdę pragnie być gdzie indziej. Wreszcie znów jest z wizytą w Paryżu, gdzie dowiaduje się, że Laurent został złapany. Josiane jest szczęśliwa i chce świętować. Wkrótce bohater dowiaduje się również o śmierci mężczyzny, którego podejrzewali o bycie Laurentem. Wraca do swojego normalnego życia, żeni się z Irmą. Pragnie pojechać do Paryża, ale zatrzymują go jego obowiązki w Buenos Aires. W wolnym czasie kontynuuje swoje wędrówki po ulubionych okolicach. Czuje wewnętrzną pustkę i pochłaniają go myśli, że być może śmierć nieznajomego z baru była również przyczyną jego śmierci i śmierci Laurenta. Tymczasem jego żona spodziewa się dziecka.
Główny bohater przemieszcza się między Buenos Aires z roku 1945, gdzie pracuje i mieszka z narzeczoną Irmą, a Paryżem XIX wieku, gdzie spędza czas z prostytutką Josiane. Przejście z jednej przestrzeni w drugą jest płynne, a ich wzajemne nakładanie się na siebie nadaje opowiadaniu charakter fantastyczny. Rozmywają się granice między tymi dwiema rzeczywistościami. Przestrzeń paryska stanowi dla bohatera formę ucieczki od nudnego, monotonnego życia. Kiedy z tej przestrzeni znika to, co go w niej pociągało - element zagadki, coś nieznanego i zakazanego – bohater przestaje postrzegać ją w ten sposób. Powroty do Paryża nie są już dla niego atrakcyjne, a swobodne przemieszczanie się między jedną rzeczywistością a drugą zaczyna sprawiać trudności.